# Eistein Raabe
Eistein Raabe (* 1908; † nach 1934) war ein norwegischer Skispringer.
1933 gewann Raabe als Erster die Norwegischen Meisterschaften von der Normalschanze. Ein Jahr später stellte er bei einem vorolympischen Trainingswettbewerb auf der Langenwaldschanze in Schonach im Schwarzwald mit 43 Metern einen neuen Schanzenrekord auf, der bis nach dem Umbau 1938 ungebrochen bestand.